# Colombo (encouraçado)
O Colombo foi um navio de guerra do tipo corveta encouraçada ou, simplesmente, encouraçado, operado pela Armada Imperial Brasileira entre anos de 1866 e 1875. A embarcação foi construída no estaleiro em Greenwich, Inglaterra, da empresa britânica J. and G. Rennie, juntamente com com seu navio-irmão Cabral. Foi lançado ao mar em 1865 e incorporado à armada em 4 de julho de 1866. O encouraçado era inteiramente construído de ferro, deslocava 1 069 toneladas. Possuía dois motores a vapor que desenvolviam até 750 cavalos de potência, impulsionando a embarcação a cerca de 20 quilômetros por hora. Sua estrutura compreendia uma casamata dupla com oito bocas de fogo. A marinha teve grandes dificuldades com este navio, que era de difícil navegabilidade, e, devido ao modelo da casamata, deixava uma parte desprotegida, vulnerável à projéteis mergulhantes.
Após alguns meses de sua chegada ao Brasil, o Colombo foi enviado ao combate na Guerra do Paraguai. O primeiro obstáculo foi a Fortaleza de Curupaiti, que, em conjunto com diversos navios da esquadra imperial, bombardeou intensamente em 2 de fevereiro de 1867. No dia 15 de agosto, o Colombo forçou com sucesso a passagem deste forte, manobra que durou cerca de duas horas. No mês de julho de 1868, o Colombo participou no bombardeio da Fortaleza de Humaitá. Em 5 de outubro, o Colombo procedeu um agressivo reconhecimento da Fortaleza de Angostura.
Nos últimos anos da guerra, o encouraçado já não era mais requisitado, e este retornou para o Rio de Janeiro, onde passou por obras de reparo. Em 1873, foi designado para a terceira divisão naval, com a missão de patrulhar a costa brasileira entre Mossoró, no Rio Grande do Norte, até os limites com a Guiana Francesa. A marinha o descomissionou em 4 de fevereiro de 1875.

## Características
O encouraçado Colombo foi construído em Greenwich, Inglaterra, pela empresa J. and G. Rennie, em 1865. Em 4 de julho de 1866, foi incorporado à Armada Imperial Brasileira, passando por Mostra de Armamento em 7 de julho, quando recebeu o distintivo número 13. Foi batizado de Colombo em homenagem ao navegante genovês Cristóvão Colombo. O Colombo foi designado como corveta encouraçada e pertencia a classe Cabral.
O navio era couraçado a ferro, tinha um deslocamento de 1 069 toneladas, 48,76 metros de comprimento, 10,6 metros de boca, 3,05 metros de pontal e 3,23 metros de calado. Suas máquinas consistiam de dois motores a vapor que desenvolviam 240 cavalos-vapor, segundo a marinha, ou 750 cavalos, segundo o escritor naval Gardiner, que movimentavam duas hélices e impulsionavam o vaso de guerra a 10,5 nós (19,44 quilômetros por hora). O navio tinha duas chaminés, leme, um pequeno mastro para sinais, casamata e era artilhado por oito canhões de calibres 68 e 70. Sua tripulação era composta por 125 praças e oficiais. A marinha o considerava um navio com péssimas qualidades náuticas, e até perigosas. A isto, somava-se o fato do navio ter sido construído com um sistema de casamatas duplas que deixava, à meia nau, uma área desprotegida sobre as caldeiras, vulnerável a disparos mergulhantes. O Colombo chegou ao Brasil em 25 de junho de 1866.

## História

### Ações em Curupaití

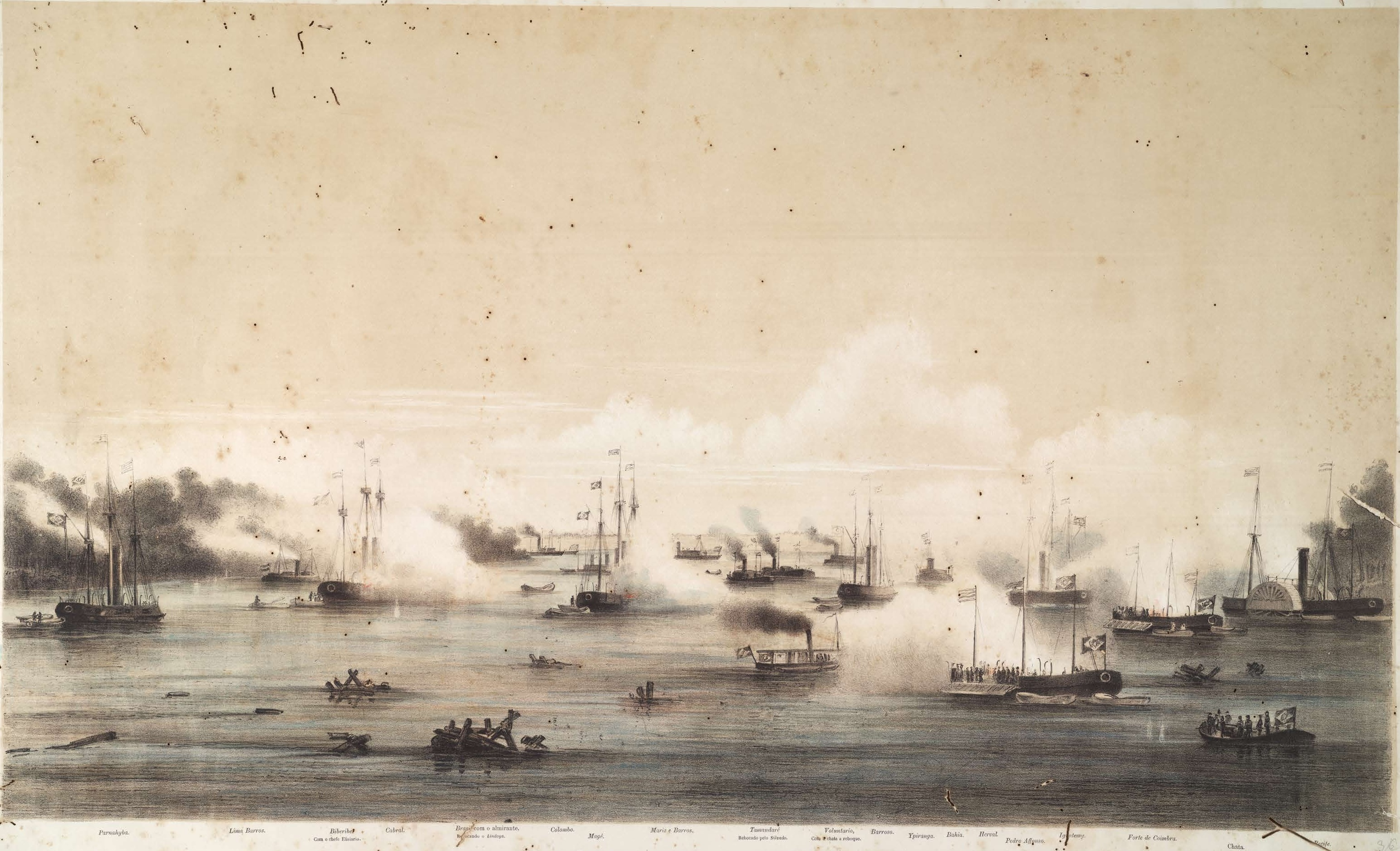
Passagem de Curupaití efetuada pela esquadra encouraçada no dia 15 de agosto de 1867

No mês de agosto de 1866, o Colombo foi enviado para frente de batalha na Guerra do Paraguai, e atracou no dia 2 de setembro em Desterro, atual Florianópolis. No dia 2 de fevereiro de 1867, já em território paraguaio, o Colombo e outros navios efetuaram o bombardeio da Fortaleza de Curupaiti, que ficava às margens do rio Paraguai. Na ocasião, o encouraçado compunha a frota formada pelos também encouraçados Bahia, Barroso, Cabral (seu navio-irmão), Herval, Mariz e Barros, Silvado e Tamandaré, corvetas Parnaíba e Beberibe, bombardeira Forte de Coimbra e duas chatas artilhadas, sob comando do Vice-almirante Joaquim José Ignácio.
Esta frota bombardeou a fortaleza em conjunto com a bateria do Forte de Curuzu, já tomado pelos brasileiros, os atiradores do 48.º Batalhão de Voluntários da Pátria e com a frota do chefe Elisiário dos Santos, a qual incluía as canhoneiras Araguari e Iguatemi, vapor Lindóia, bombardeira Pedro Afonso, chata Mercedes e o lanchão João das Botas. Foram disparadas um total de 874 bombas sobre o forte com a morte de inúmeros paraguaios, além de ferir gravemente seu comandante, o general Díaz. Do lado brasileiro, somaram cerca de 14 baixas, incluindo a morte do comandante do Silvado.
A marinha imperial estudava uma forma de forçar a passagem desta fortaleza, mas considerava o feito praticamente impossível. Curupaiti era um conjunto de fortificações e trincheiras que fazia parte do complexo defensivo de Humaitá. Possuía 35 peças de artilharia apontadas para o rio, e incluía o canhão El Cristiano de calibre 80, um dos maiores fabricados no século XIX. Ainda assim, a marinha optou por forçar a passagem, escolhendo o dia 15 de agosto para a ação. Antes, porém, a fortaleza seria bombardeada nos dias 29 de maio e 5 de agosto.
No dia 15 de agosto, o Colombo forçou a passagem de Curupaití, rebocando a chata Cuevas. Segundo certo historiador brasileiro, “Curupaiti resistia com todas as potências do desespero, enchendo os ares de medonho estrondo, e não podendo reter com enfiadas de balas os galhardos navios que seguiam o seu destino. Nem os projeteis de espingardas julgaram conveniente dispensar. Eram eles arremessados de volta com enormes bombas e balas rasas de 68, que faziam mossa, sendo poucas as que realmente causaram dano”. O Colombo, encouraçado Brasil, monitor Lima Barros e outros sete encouraçados da frota que havia bombardeado a fortaleza no dia 2 de fevereiro, levaram cerca de duas horas para atravessarem o passo, com poucas avarias para o Colombo, que acusou ter recebido apenas um impacto.

### Ações em Humaitá, Angostura e Manduvirá

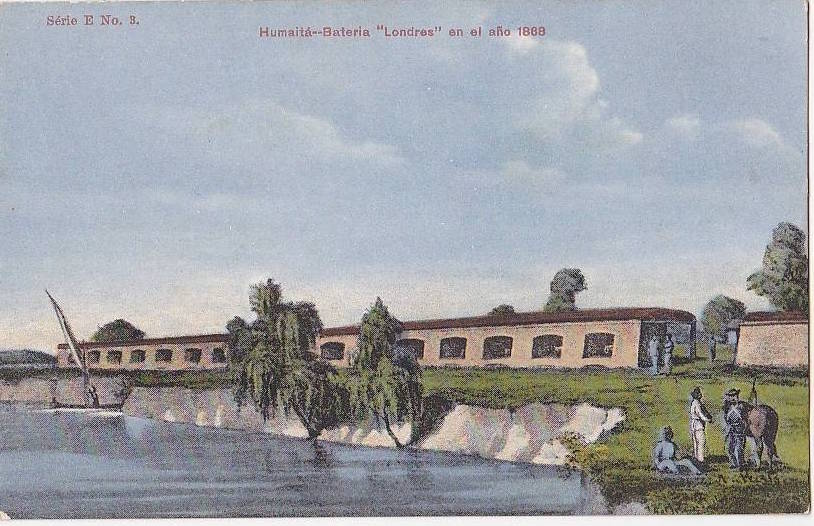
Bateria Londres da Fortaleza de Humaitá

O alto comando naval aliado decidiu transpor Humaitá novamente com o objetivo de fortalecer a posição dos navios que já haviam ultrapassado o forte, em 19 de fevereiro, e para aumentar a força naval que atuaria na região de Tebiquarí, onde já se sabia de outra fortificação paraguaia. Para realizar esta passagem foram designados três encouraçados, Cabral, Silvado e Piauí, que forçariam o passo, e dois que agiriam na proteção destes, Lima Barros e Brasil. O Colombo, Herval, Lima Barros e Mariz e Barros atuariam como fogo de apoio. A transposição ocorreu na madrugada do dia 21 de julho de 1868, com alguns problemas causados pela má governabilidade do Cabral. Após a passagem, Humaitá seria abandonada pelos paraguaios dias depois.
Ao longo do mês de outubro de 1868, os couraçados Tamandaré, Bahia, Silvado, Barroso, Brasil, Alagoas, Lima Barros e Rio Grande do Norte, nesta ordem, forçaram a passagem de Angostura, uma fortaleza no rio Paraguai fortemente defendida por várias baterias. No dia 5, o Colombo, sob comando de Marques Guimarães, procedeu um agressivo reconhecimento das baterias que protegiam o forte. No dia 28, o Cabral e o Piauí iniciaram um longo e forte bombardeio dessas baterias. No dia 19 de novembro, o forte voltaria a ser violentamente bombardeada pela mesma esquadra com o apoio do Colombo, Herval e Mariz e Barros, com o capitão Mamede Simões orientando os tiros. Uma semana depois, o Brasil, Cabral, Piauí e o vapor Triunfo, realizaram a passagem de Angostura, forte que continuaria a ser bombardeada ao longo do mês de dezembro, até a sua completa rendição no dia 30.
Em 16 de abril de 1869, o Colombo foi destacado pelo novo comandante naval brasileiro, Chefe de Esquadra Elisiário Antônio dos Santos, para compor a esquadra que realizaria a segunda expedição no rio Manduvirá com o objetivo de perseguir os navios paraguaios que encontravam-se lá. A missão do encouraçado, em conjunto com a corveta Belmonte, era bloquear o rio. A segunda expedição terminou no dia 30. Em 17 de maio, o Colombo serviu como navio de transporte das tropas do general José Antônio Correia da Câmara, que estava no encalço do marechal Solano López, até a vila do Rosário.

### Últimos anos
Desde a conquista de Assunção, em 1 de janeiro de 1869, os já desgastados encouraçados de grande porte, como o Colombo, não tinham mais tanta utilidade no conflito, com os combates navais ocorrendo, a partir de então, em pequenos arroios muito estreitos, permanecendo em Assunção apenas o Tamandaré e os seis monitores encouraçados da classe Pará. O Colombo ainda participou de algumas missões no início daquele ano, porém, este e outros encouraçados foram chamados de volta para o Rio de Janeiro, onde passaram por grandes obras de reparo. Em 1870, o comando naval imperial começou a distribuir os encouraçados para os vários distritos navais de defesa de portos do Brasil. Neste ano, em uma salva de tiros, um dos canhões acabou por explodir e matou um imperial marinheiro e feriu outro.
No primeiro distrito, que ia do extremo sul do país até a divisa do Rio de Janeiro com Espírito Santo, foram alocados os encouraçados Brasil, Lima Barros, Silvado e Bahia. No segundo, que começava nos limites do primeiro até a cidade de Mossoró, Rio Grande do Norte, fundearam o Herval e Mariz de Barros. Por fim, em meados de 1873, o Colombo e seu navio-irmão Cabral, foram designados para o terceiro distrito, que ia de Mossoró até a Guiana Francesa.
Por Aviso de 20 de fevereiro de 1874, foi lhe passada a mostra de meio armamento; por outro, de 5 de janeiro de 1875, o Colombo passou por mostra de desarmamento para entrar em reparos no Arsenal do Rio de Janeiro. No dia 4 de fevereiro de 1875, a marinha deu baixa de serviço ao encouraçado, com o casco sendo entregue para ser desmanchado em 26 de junho de 1880.